# Pompeo Cesura
Pompeo Cesura (né en 1510 (?) à L'Aquila et mort en 1571 à Rome) est un peintre italien de la Renaissance. 

## Biographie
Issu d'une famille noble locale, Pompeo Cesura est né dans la première moitié du XVIe siècle (probablement vers 1510) à L'Aquila. Très attaché à sa ville natale, il se fait appeler « Pompeo dell'Aquila » ou « Pompeo Aquilano  ».
Il se forme à Rome où, selon certaines sources, il est présenté à Raphaël Sanzio par Giovanni Battista Branconio dell'Aquila. Bien qu'il n'existe aucune documentation certaine de sa formation auprès de l'artiste urbinate, l'influence du langage raphaélique dans les œuvres de Cesura est certaine, peut-être aussi en raison de la présence à L'Aquila, à cette époque, de la Visitation pour l'église San Silvestre de l'Aquila. 
En 1530, il travaille, avec Perin del Vaga et Daniele da Volterra, dans la chapelle des Saints Pierre et Paul de l'église et couvent de la Trinité-des-Monts, avec un cycle de fresques consacrées aux Histoires du Christ. Dans le même style, on trouve d'autres tableaux de lui de l'époque romaine : dans l'église Santa Caterina della Rota l'Annonciation et la Conversation sacrée et, dans la chapelle Dupré de l'église Saint-Louis-des-Français de Rome, la Prise de Soissons et la Bataille de Tolbiac.
Il retourne ensuite à L'Aquila où il ouvre une boutique et exécute la plupart de ses œuvres. 

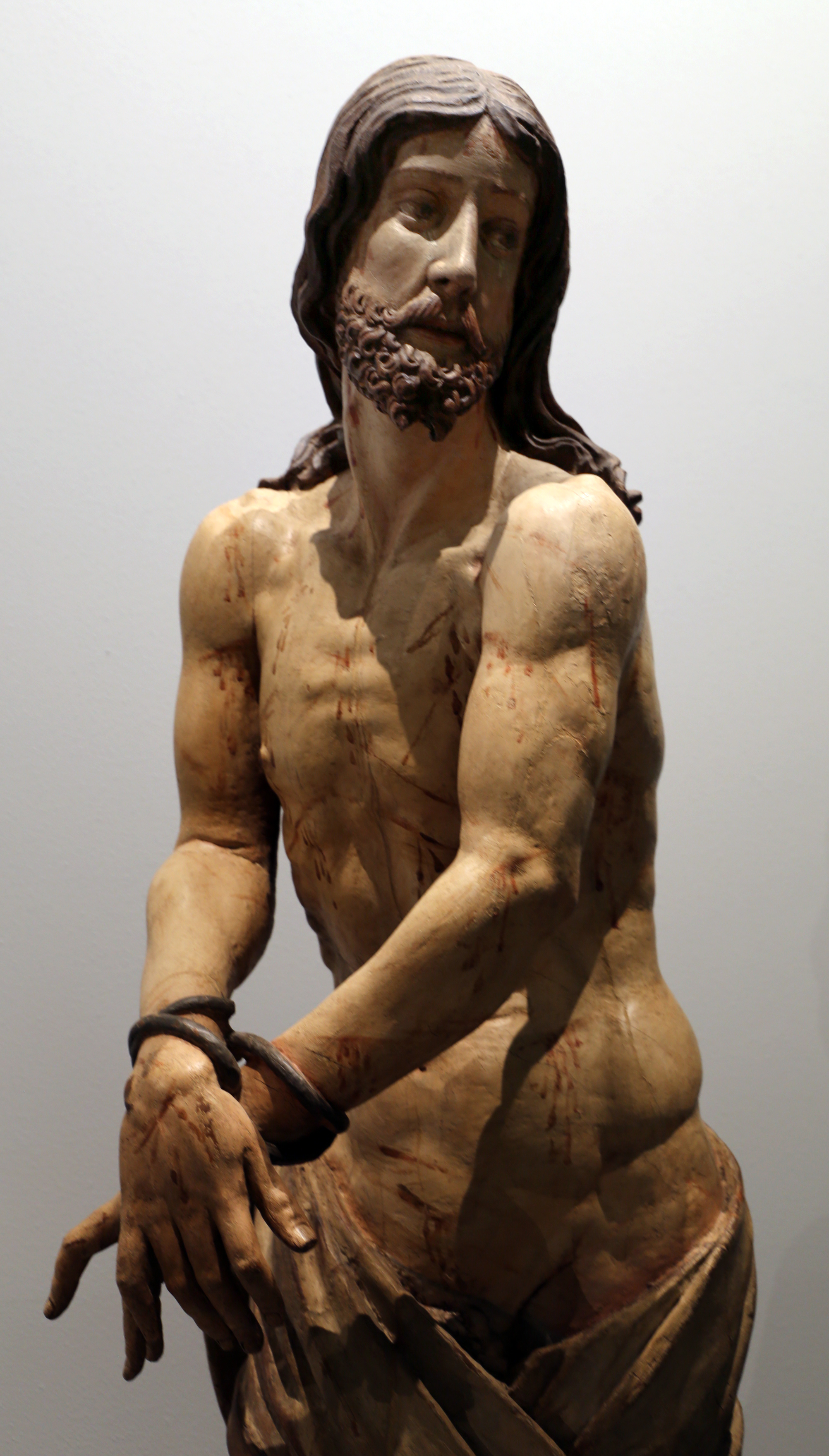
Christ à la colonne, après 1566, l'Aquila.

En 1542, il peint, d'après une gravure d'Orazio De Santis (it), la Déposition pour l'église de Sant'Amico. La collaboration avec De Santis — considéré par certains historiens comme un élève de Cesura — s'est poursuivie dans les années suivantes dans de nombreuses œuvres, dont la conception de la couverture des Annales de la ville de L'Aquila avec l'histoire de son temps par Bernardino Cirillo dont il ne reste que la partie gravée. Outre la peinture et la gravure, Cesura s'est également intéressé à la sculpture, créant plusieurs œuvres en bois : un Saint Sébastien pour l'église aujourd'hui disparue de San Benedetto d'Arischia, une Vierge Douloureuse pour l'église d'Addolorata et, surtout, un Saint Equizio pour l'église de San Marciano, aujourd'hui conservé au Musée national des Abruzzes.
Il exécute des toiles et des fresques pour les principales églises de L'Aquila, dont celles pour la basilique de San Bernardino : il exécute d'abord l’Adoration des bergers (1566) placée dans le retable de la chapelle Ciampella dans la nef droite — considérée comme son chef-d'œuvre — puis le Miracle de saint Antoine (1567) pour la chapelle Camponeschi dans la nef gauche[réf. souhaitée]. L'attribution de l'Annonciation à la sacristie de la basilique et aujourd'hui conservée au Musée national des Abruzzes reste débattue, attribuée par certains à son élève Giuseppe Valériano . Dans les mêmes années, il fut chargé, avec Giovan Paolo Cardone, de créer l'appareil décoratif pour la visite à la ville du prince Marcantonio Colonna (1567) et de la reine Marguerite d'Autriche (1569), gagnant une certaine notoriété.
En 1571, il est appelé par Bernardino Cirillo à Rome pour décorer la chapelle de la Santissima Croce dans l'église Santo Spirito in Sassia avec quelques fresques, dont une Déposition. Selon les écrits d'Anton Ludovico Antinori, Cesura mourut à cette même occasion, tombant d'un échafaudage alors qu'il peignait les voûtes du bâtiment. Une inscription à l'intérieur de la cathédrale de L'Aquila lui est dédiée.

## Galerie

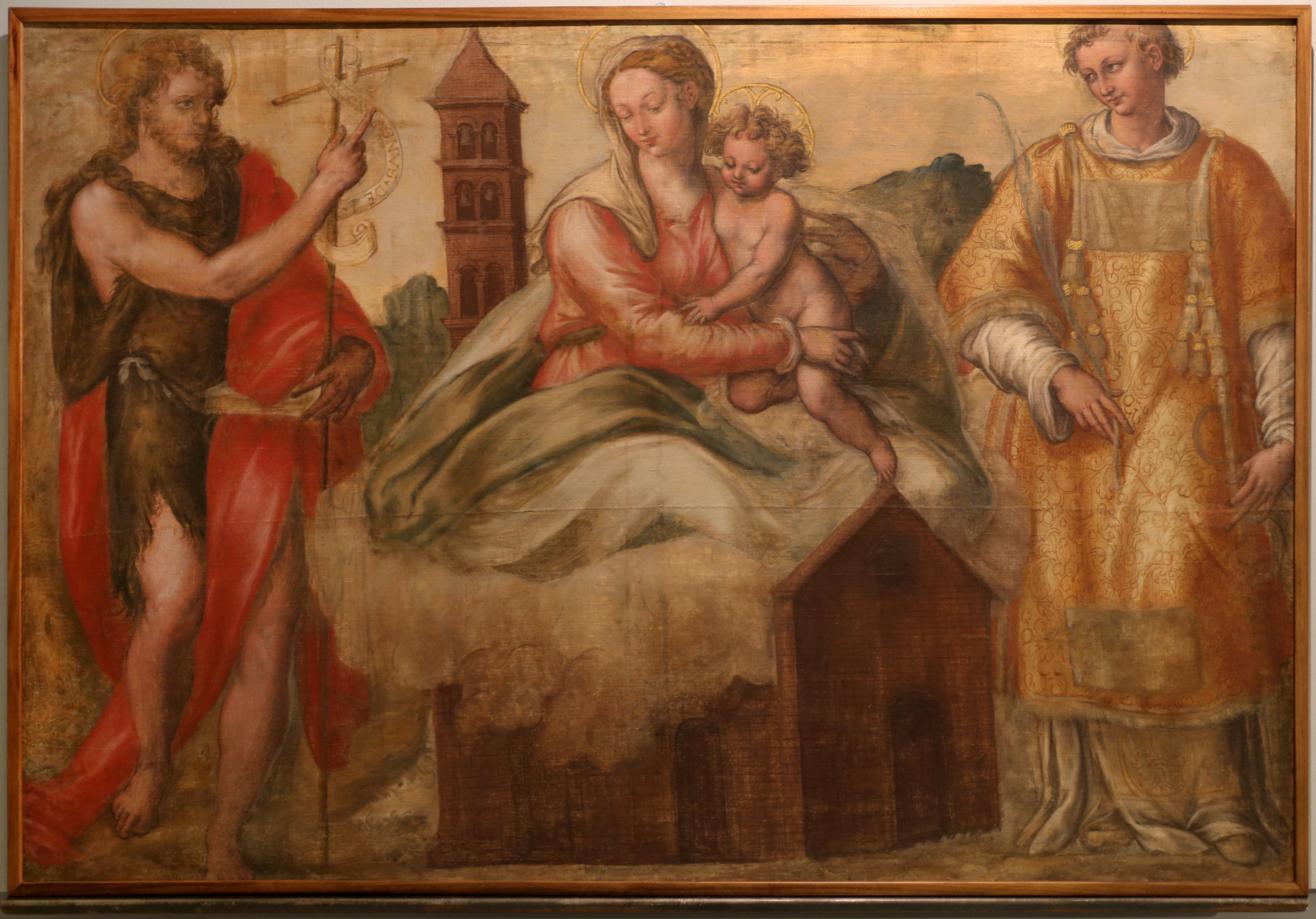
Madone de Loreto, 1571, église San Marciano all'Aquila
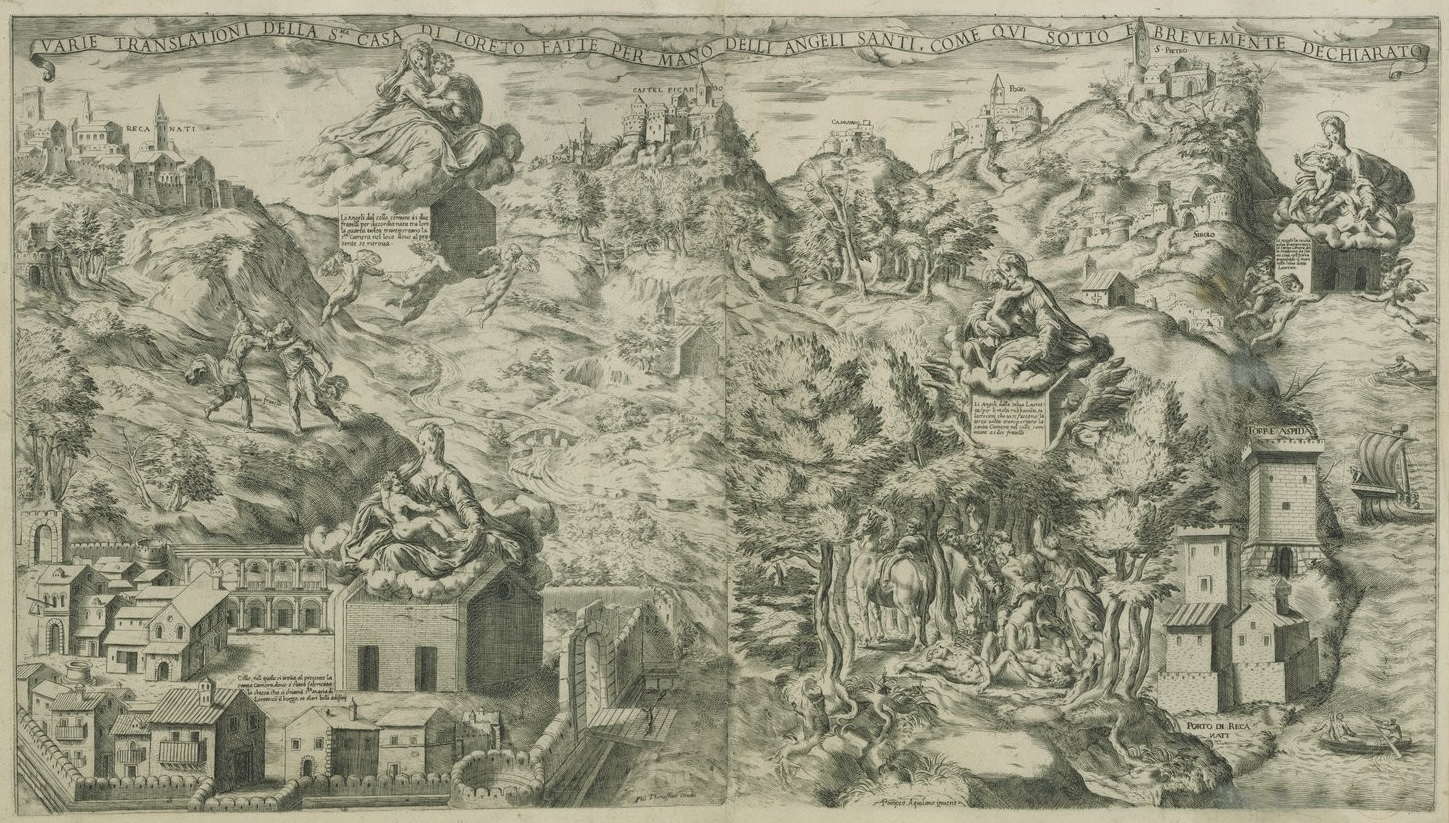
Gravure de Thomassin d'après dessin de la Translation de la Sainte Maison de Lorette de Cesura Pompeo, 41 × 74 cm, BNF
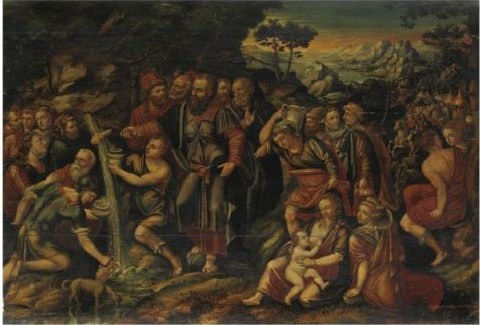
Moïse faisant jaillir l'eau de la Roche
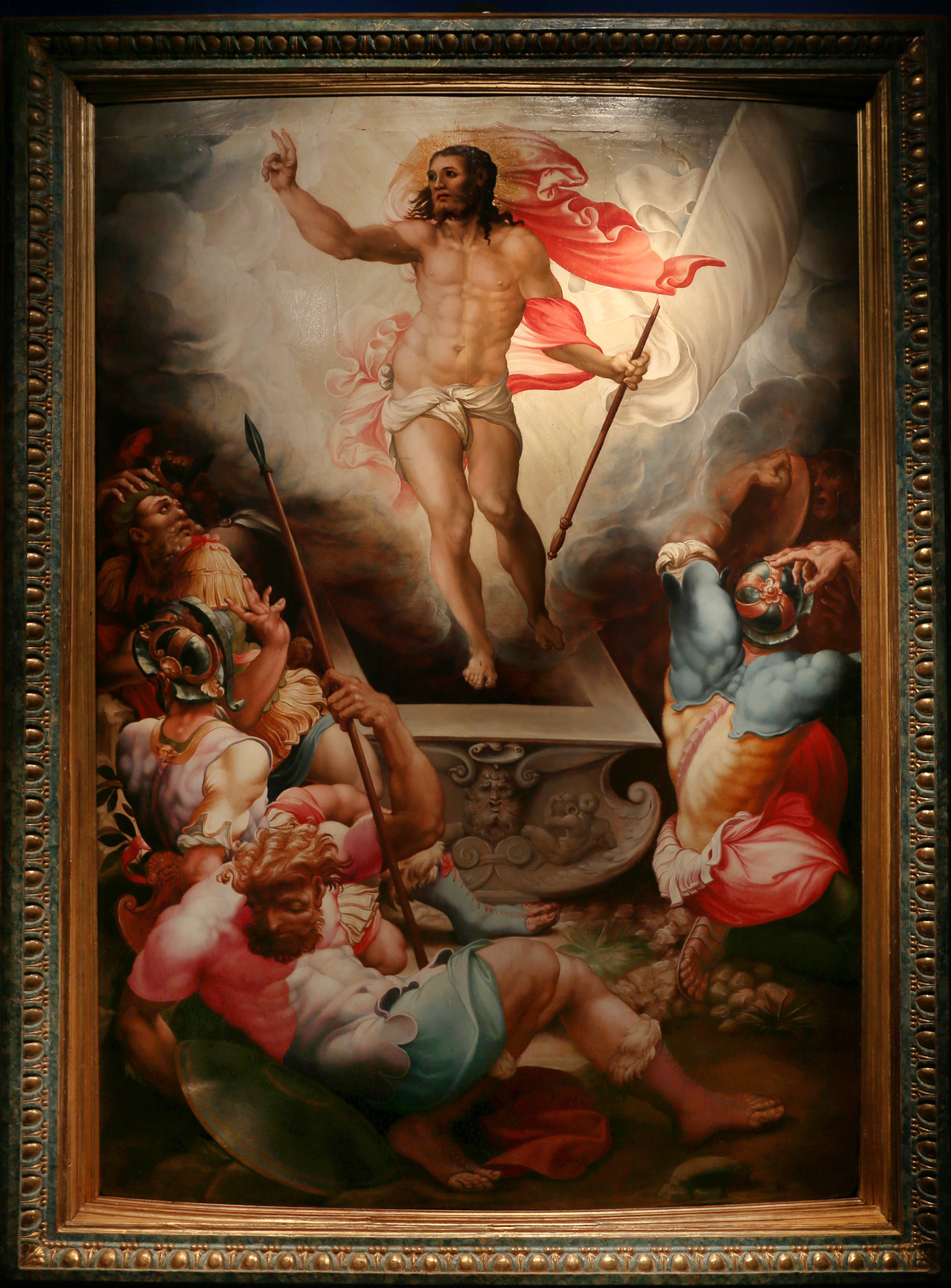
Résurrection du Christ, Palais Sacchetti de Rome
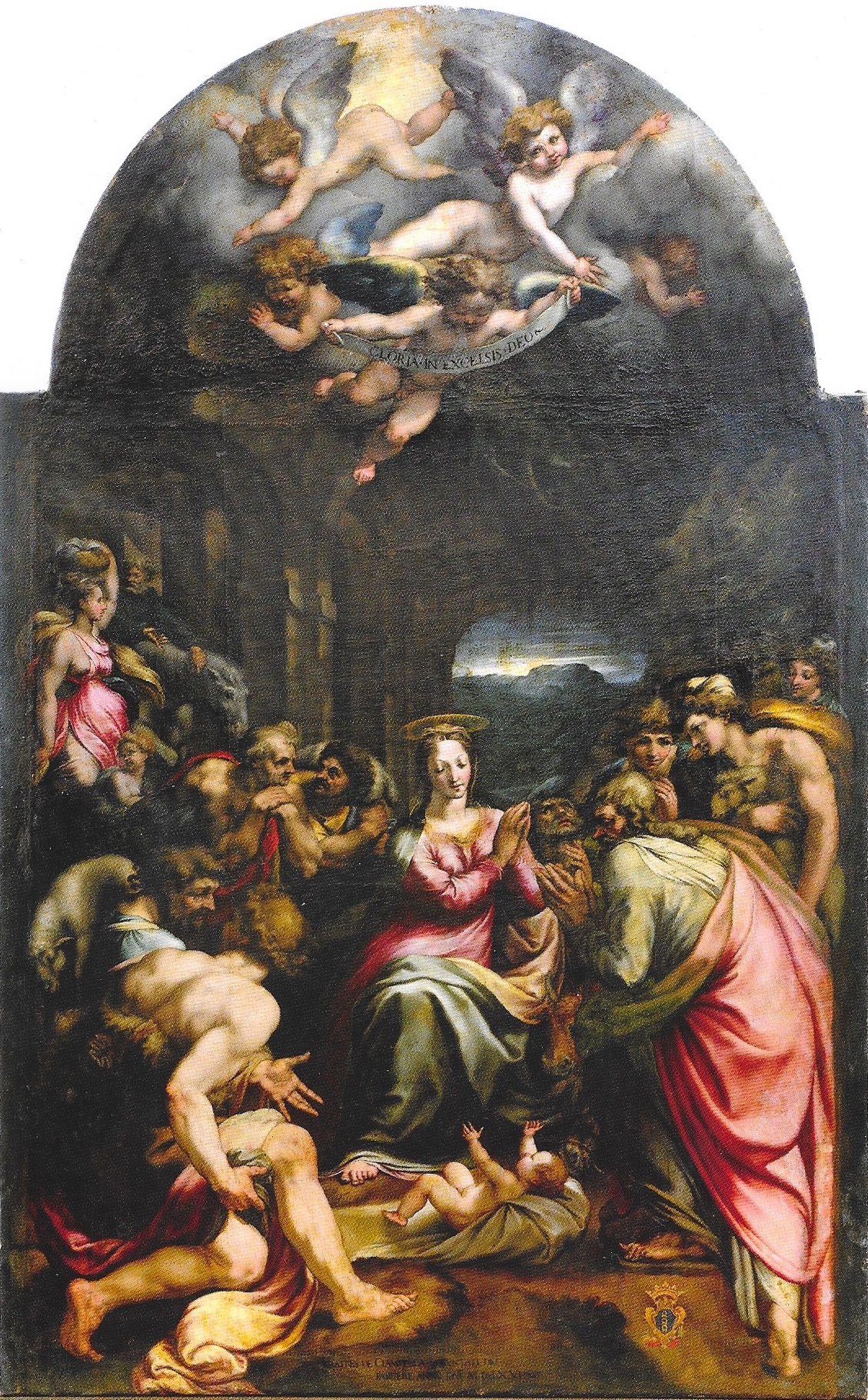
Adoration des Pasteurs, Musée des Abruzzes (?)
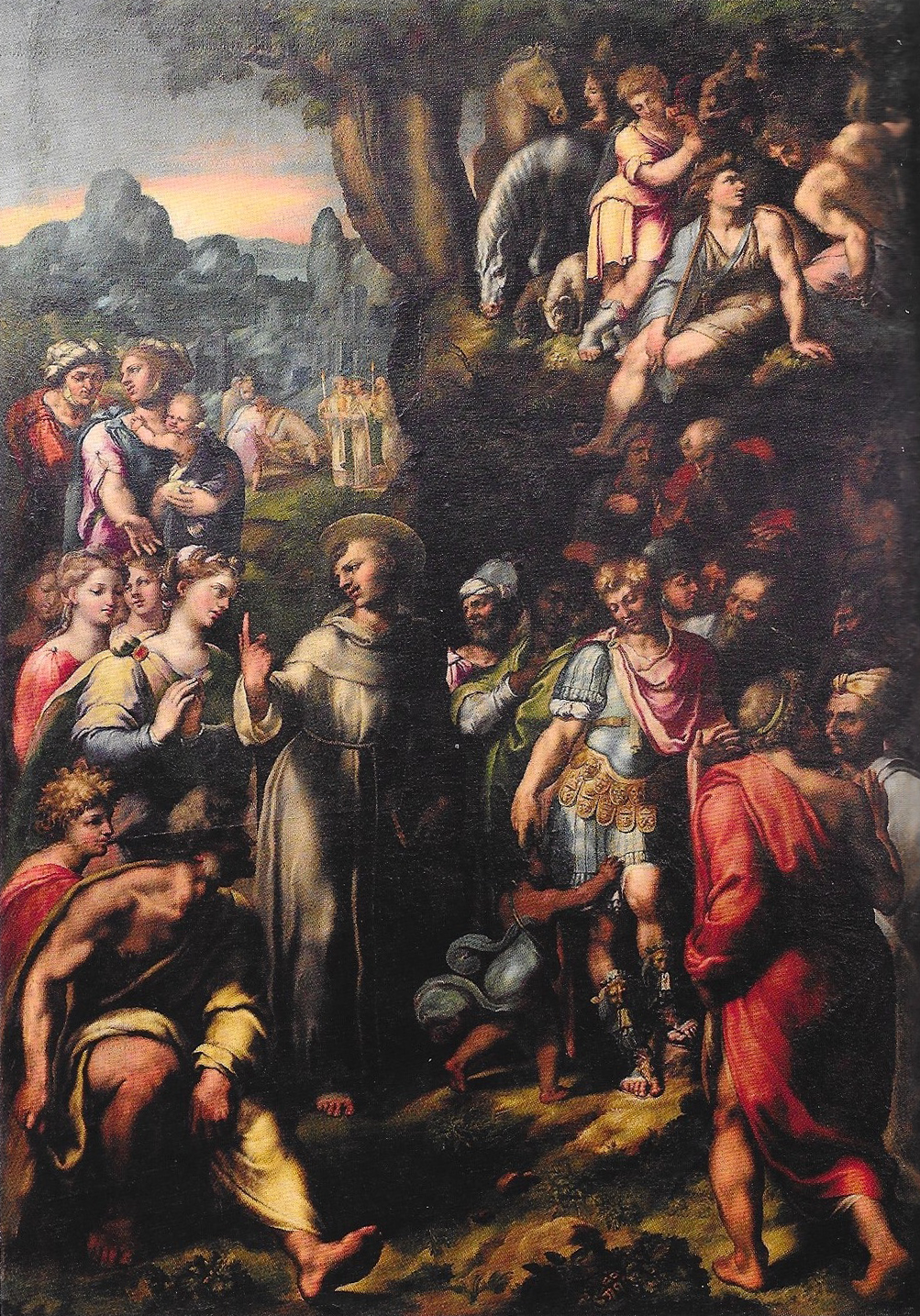
Miracle de saint Antoine.